# Robert Allertz
Robert Allertz (* 1951) lernte den Beruf eines Spezialglasfacharbeiters. Er ist Diplomjournalist und war Oberleutnant zur See der Volksmarine der DDR. Nach seiner Zeit in der Seefahrt arbeitete er als Autor von Sach- und Drehbüchern sowie als Ghostwriter von Personen der Zeitgeschichte und aus dem Unterhaltungsgewerbe („Showbiz“). Als freier Publizist ist er unter anderem für die linke Tageszeitung junge Welt tätig.
Nach Detlef Kühn steht Robert Allertz dem Insiderkomitee zur Förderung der kritischen Aneignung der Geschichte des MfS nahe.
Allertz’ Bücher wurden wenig rezensiert oder auf andere Weise öffentlich wahrgenommen. Eine Ausnahme bildet die Schrift zu „RAF und MfS“, die in der FAZ besprochen wurde. Detlef Kühn, der mit seinem Beitrag laut Perlentaucher dort vor dem Buch warnte, fand dessen Inhalt weder neu noch aufregend. Allertz wolle damit nur „das MfS moralisch deutlich höher als die westlichen Geheimdienste ansiedeln.“

## Schriften
- Im Visier die DDR. Eine Chronik, Berlin 2002
- mit Irene Feldbauer u. a., Was geschah in Vietnam? Der Krieg der USA in Fernost – Chronik, Erinnerung und ein Agentenporträt, Berlin 2005
- (Hrsg.), Sänger und Souffleur. Biermann, Havemann und die DDR, Berlin 2006
- mit Lucy Redler, Was will die rote Lucy? Ein Gespräch mit der Rebellin Redler, Berlin 2007
- mit Gerhard Neiber, Die RAF und das MfS. Fakten und Fiktionen, Berlin 2008
- Schlachtfeld Geschichte, Berlin 2009
- Spuren des Unrechts. Sandbostel, Torgau, Peenemünde und der Umgang mit Vergangenheit, Berlin 2010
- Der Überläufer. Letztes Kapitel, Berlin 2011
- „Sofort mit der Waffe zu erledigen“ [zum Kommissarsbefehl der NS-Wehrmacht], Berlin 2011
- Macht euch von unserem Acker. Westdeutsche auf Reisen im Osten, Berlin 2012
- Der Jugendwerkhof in Torgau, Berlin 2012
- „Ich will meine Akte.“ Wie westdeutsche Geheimdienste Ostdeutsche bespitzeln, Das Neue Berlin, Berlin 2017, ISBN 978-3-360-01303-3